# Bulbophyllum ricaldonei
Bulbophyllum ricaldonei är en orkidéart som beskrevs av Leite. Bulbophyllum ricaldonei ingår i släktet Bulbophyllum och familjen orkidéer. Inga underarter finns listade i Catalogue of Life.